# Parafia św. Prokopa Opata w Jadownikach
Parafia św. Prokopa Opata w Jadownikach – parafia rzymskokatolicka, znajdująca się w diecezji tarnowskiej, w dekanacie Brzesko.

## Historia
Parafia powstała około 1433 r. z fundacji królewskiej. Księgi metrykalne w parafii prowadzone są od 1790 r. a kroniki parafialne od roku 1830. Znajdujący się w Jadownikach kościół parafialny pod wezwaniem św. Prokopa Opata jest trzecim z kolei na tym miejscu. Pierwsza świątynia była drewniana, niewielkich rozmiarów. Drugi kościół, wzniesiony w 1465 r. też był drewniany. Obecny kościół, neogotycki, murowany z cegły, trzynawowy zbudowany został w latach 1908-1910. Świątynię konsekrował w 1910 bp Leon Wałęga (ówczesny biskup tarnowski).
Na terytorium parafii, na wzniesieniu Bocheniec (w południowej części Jadownik) znajduje się niewielki, murowany kościół, któremu patronuje święta Anna. Przy jego wschodniej stronie wyrastają na wysokość kilku metrów dwa odcinki ziemnego wału, niegdysiejszego grodziska, które według badających go archeologów funkcjonowało tu od IX do końca X wieku.

## Proboszczowie
Ostatni proboszczowie parafii Jadowniki:
- ks. Tadeusz Górka –  08.08.1998–24.02.2024
- ks. Józef Mirek – 24.02.2024 – obecny proboszcz